# Arumecla aruma
Arumecla aruma is een vlinder uit de familie van de Lycaenidae. De wetenschappelijke naam van de soort werd als Thecla aruma in 1877 gepubliceerd door William Chapman Hewitson.

## Synoniemen
- Thecla dubiosa Lathy, 1936
- Gigantorubra divergens Austin & Johnson, 1997